# Safrolo
Il safrolo è un composto aromatico tossico presente in alcuni vegetali di uso comune anche nell'alimentazione umana. Per la sua tossicità, è classificato come sostanza antinutrizionale.
È presente nel prezzemolo, nel pepe nero, nell'anice stellato, nella noce moscata, nel cacao e nel sassofrasso. Le principali fonti del composto sono gli olii di sassofrasso e di canfora. Non è invece affatto presente nello zafferano, anche se varie fonti lo riportano confondendolo, in realtà, con l'aldeide safranale, ben diversa sia per struttura sia per l'effetto farmacologico.
Il composto è epatocancerogeno (secondo esperimenti condotti sui ratti).
Viene utilizzato per produrre MDMA (Ecstasy): il processo prevede l'isomerizzazione a isosafrolo, l'ossidazione del doppio legame per formare il corrispondente chetone e l'amminazione riduttiva con metilammina.